# Chlorothiazide
Clorothiazide, được bán dưới tên thương hiệu Diuril cùng với những loại khác, là một hợp chất hữu cơ được sử dụng làm thuốc lợi tiểu và làm hạ huyết áp.
Nó được sử dụng cả trong môi trường bệnh viện hoặc sử dụng cá nhân để kiểm soát lượng chất lỏng dư thừa liên quan đến suy tim sung huyết. Hầu hết thường được thực hiện dưới dạng thuốc viên, nó thường được uống một hoặc hai lần một ngày. Trong thiết lập ICU, chlorothiazide được dùng cho bệnh nhân lợi tiểu ngoài furosemide (Lasix). Hoạt động trong một cơ chế riêng biệt hơn furosemide và được hấp thu một cách tự nhiên dưới dạng hỗn dịch hoàn nguyên được tiêm qua ống thông mũi dạ dày (hai ống NG), hai loại thuốc này có tác dụng với nhau.
Nó được cấp bằng sáng chế vào năm 1956 và được chấp thuận cho sử dụng y tế vào năm 1958.

## Chỉ định
- Một lượng lớn dịch thừa bao gồm: 
  - Suy tim
  - Phù ngoại biên
  - Tăng huyết áp

## Chống chỉ định
- Suy thận hoặc suy thận
- Dị ứng với thuốc sulfa

## Tác dụng phụ
- Buồn nôn / nôn
- Đau đầu
- Chóng mặt
- Sản xuất nước tiểu dư thừa
- Mất nước
- Hạ điện giải (đặc biệt. Hạ kali máu / hạ magiê)

## Lịch sử
Nhóm nghiên cứu của Phòng thí nghiệm nghiên cứu Merck Sharp và Dohme của Beyer, Sprague, Baer và Novello đã tạo ra một loạt các loại thuốc mới, thuốc lợi tiểu thiazide, bao gồm chlorothiazide. Họ đã giành được một giải thưởng đặc biệt của Albert Lasker năm 1975 cho tác phẩm này.